# Emmy Clarke
Emmy Clarke (Mineola, Nueva York, 25 de septiembre de 1991) es una actriz estadounidense conocida principalmente por el papel de Julie Teeger en la serie de televisión Monk.
Cuando tenía un año de edad se mudó con su familia a Houston, Texas, y a los seis años se volvieron a mudar a Woking, Inglaterra.
A los once años retornó a Nueva York donde comenzó a trabajar como actriz donde debutó en 2003 en el filme para televisión My House in Umbria, papel que le valió el premio Young Artist Award en la categoría mejor actriz de reparto en una película para televisión.
Clarke se hizo conocida por el personaje de Julie Teeger, en la serie Monk, que interpretó regularmente desde 2005 hasta el final de la serie.
También participó en 2006 en la película Retrato de una obsesión en el personaje de Grace Arbus, junto a Nicole Kidman y Robert Downey Jr.